# Précey
Précey és un municipi francès situat al departament de la Manche i a la regió de Normandia. L'any 2007 tenia 446 habitants.

## Demografia

### Població
El 2007 la població de fet de Précey era de 446 persones. Hi havia 188 famílies de les quals 52 eren unipersonals (28 homes vivint sols i 24 dones vivint soles), 72 parelles sense fills, 48 parelles amb fills i 16 famílies monoparentals amb fills.
La població ha evolucionat segons el següent gràfic:
Habitants censats

### Habitatges
El 2007 hi havia 213 habitatges, 189 eren l'habitatge principal de la família, 12 eren segones residències i 12 estaven desocupats. 209 eren cases i 4 eren apartaments. Dels 189 habitatges principals, 135 estaven ocupats pels seus propietaris i 54 estaven llogats i ocupats pels llogaters; 2 tenien una cambra, 8 en tenien dues, 28 en tenien tres, 49 en tenien quatre i 102 en tenien cinc o més. 146 habitatges disposaven pel capbaix d'una plaça de pàrquing. A 77 habitatges hi havia un automòbil i a 93 n'hi havia dos o més.

### Piràmide de població
La piràmide de població per edats i sexe el 2009 era:
| Homes | Edats   | Dones |
| ----- | ------- | ----- |
| 0     | 95 o +  | 0     |
| 0     | 90 a 94 | 0     |
| 0     | 85 a 89 | 0     |
| 4     | 80 a 84 | 4     |
| 4     | 75 a 79 | 36    |
| 8     | 70 a 74 | 4     |
| 16    | 65 a 69 | 8     |
| 12    | 60 a 64 | 16    |
| 8     | 55 a 59 | 4     |
| 0     | 50 a 54 | 8     |
| 12    | 45 a 49 | 8     |
| 12    | 40 a 44 | 4     |
| 20    | 35 a 39 | 12    |
| 8     | 30 a 34 | 12    |
| 4     | 25 a 29 | 4     |
| 16    | 20 a 24 | 12    |
| 8     | 15 a 19 | 4     |
| 8     | 10 a 14 | 12    |
| 4     | 5 a 9   | 12    |
| 8     | 0 a 4   | 8     |

## Economia
El 2007 la població en edat de treballar era de 258 persones, 215 eren actives i 43 eren inactives. De les 215 persones actives 196 estaven ocupades (114 homes i 82 dones) i 19 estaven aturades (8 homes i 11 dones). De les 43 persones inactives 15 estaven jubilades, 11 estaven estudiant i 17 estaven classificades com a «altres inactius».

### Ingressos
El 2009 a Précey hi havia 198 unitats fiscals que integraven 466 persones, la mediana anual d'ingressos fiscals per persona era de 15.416 €.

### Activitats econòmiques
Dels 13 establiments que hi havia el 2007, 1 era d'una empresa de construcció, 5 d'empreses de comerç i reparació d'automòbils, 2 d'empreses de transport, 3 d'empreses d'hostatgeria i restauració, 1 d'una empresa immobiliària i 1 d'una empresa de serveis.
Dels 5 establiments de servei als particulars que hi havia el 2009, 1 era una fusteria, 1 lampisteria, 2 restaurants i 1 agència immobiliària.
L'únic establiment comercial que hi havia el 2009 era una botiga d'electrodomèstics.
L'any 2000 a Précey hi havia 26 explotacions agrícoles que ocupaven un total de 296 hectàrees.

## Equipaments sanitaris i escolars
El 2009 hi havia una escola elemental integrada dins d'un grup escolar amb les comunes properes formant una escola dispersa.

## Poblacions més properes
El següent diagrama mostra les poblacions més properes.